# Cratere L. Clark
L. Clark è un cratere lunare di 15,3 km situato nella parte sud-orientale della faccia nascosta della Luna.